# Marília Campos
Marília Aparecida Campos mais conhecida como Marília Campos (Ouro Branco, 14 de setembro de 1961) é uma política e psicóloga brasileira filiada ao Partido dos Trabalhadores (PT). Atualmente, exerce seu quarto mandato como prefeita de Contagem. 
Iniciou sua carreira política no Triângulo Mineiro, onde foi integrante do movimento estudantil. Mais tarde foi uma das fundadoras do PT na região.
Entre 1990 e 1995, foi presidente do Sindicato dos Bancários de Belo Horizonte. Sua primeira candidatura à prefeitura de Contagem ocorreu em 1996, quando ficou em terceiro lugar, com 43.935 votos, perdendo para Ademir Lucas, que teve 27,31% dos votos, e para o prefeito eleito, Newton Cardoso, que obteve 51,77%. Em 2000, foi eleita vereadora da cidade com 3.463 votos, sendo a mais votada do partido. Em 2002, venceu as eleições para deputada estadual em Minas Gerais, deixando o cargo de vereadora para assumir o novo cargo.
Em 2004, lançou-se pela segunda vez como candidata à prefeitura de Contagem, vencendo o segundo turno com expressiva vantagem sobre o então prefeito e candidato à reeleição, Ademir Lucas, do PSDB. Ademir havia saído na frente no primeiro turno com menos de 3% de diferença, mas Marília conquistou 183.515 votos, o equivalente a 59,71% dos votos válidos, contra 123.821 votos, ou 40,29% dos votos válidos, de Ademir.
Em 2008, em uma nova disputa com Ademir Lucas no segundo turno, foi reeleita para seu segundo mandato com 56,88% dos votos válidos (174.198 votos), contra 43,12% (132.066 votos) de Ademir.
Dois anos após deixar a prefeitura, foi eleita Deputada Estadual por Minas Gerais em 2014, sendo reeleita em 2018. Em 2020, retornou à prefeitura de Contagem para seu terceiro mandato, conquistando 51,35% dos votos válidos. Em 2024, foi novamente reeleita para um quarto mandato, com 60,68% dos votos.

## Desempenho eleitoral
| Ano  | Eleição                   | Partido | Candidata a       | Votos   | %                 | Resultado  | Ref    |
| ---- | ------------------------- | ------- | ----------------- | ------- | ----------------- | ---------- | ------ |
| 1996 | Municipal de Contagem     | PT      | Prefeita          | 43.935  | 18,32%            | Não eleita |        |
| 2000 | Municipal de Contagem     | PT      | Vereadora         | 3.463   | 1,19%             | Eleita     |        |
| 2002 | Estaduais em Minas Gerais | PT      | Deputada estadual | 45.625  | 0,48%             | Eleita     | [ 8 ]  |
| 2004 | Municipal de Contagem     | PT      | Prefeita          | 120.693 | 36,42% (1º Turno) | Eleita     | [ 9 ]  |
| 2004 | Municipal de Contagem     | PT      | Prefeita          | 183.515 | 56,81% (2º Turno) | Eleita     | [ 9 ]  |
| 2008 | Municipal de Contagem     | PT      | Prefeita          | 132.154 | 38,32% (1º Turno) | Eleita     | [ 10 ] |
| 2008 | Municipal de Contagem     | PT      | Prefeita          | 174.198 | 51,63% (2º Turno) | Eleita     | [ 10 ] |
| 2014 | Estaduais em Minas Gerais | PT      | Deputada estadual | 78.801  | 0,76%             | Eleita     | [ 11 ] |
| 2018 | Estaduais em Minas Gerais | PT      | Deputada estadual | 71.329  | 0,70%             | Eleita     | [ 12 ] |
| 2020 | Municipal de Contagem     | PT      | Prefeita          | 118.955 | 41,83% (1º Turno) | Eleita     | [ 13 ] |
| 2020 | Municipal de Contagem     | PT      | Prefeita          | 147.768 | 51,35% (2º Turno) | Eleita     | [ 13 ] |
| 2024 | Municipal de Contagem     | PT      | Prefeita          | 188.228 | 60,68%            | Eleita     | [ 7 ]  |